# Barentsøya
Barentsøya (deutsch Barentsinsel) ist die viertgrößte Insel des zu Norwegen gehörenden Spitzbergen-Archipels (Svalbard) im Arktischen Ozean. Sie liegt östlich der Insel Spitzbergen (der Hauptinsel des Archipels) und nördlich der etwas größeren Insel Edgeøya. Barentsøya hat eine Fläche von 1288 km² und ist 50 Kilometer lang und 50 Kilometer breit. Die Insel ist unbewohnt.

## Klima
Wie auf dem gesamten Svalbard-Archipel ist das Klima der hohen geografischen Breite entsprechend hocharktisch. Bringt der Westspitzbergenstrom (der letzte nördliche Ausläufer des warmen Golfstroms) an den Westküsten Svalbards für arktische Verhältnisse noch relativ hohe Temperaturen und viel Niederschlag, so sorgt der kalte Ostspitzbergenstrom auf Barentsøya für sehr viel niedrigere Temperaturen und für Festeis auch in den Sommermonaten.

## Geologie
Die Insel ist aus einheitlichen Sedimenten der Trias aufgebaut. Dazu zählen Sandstein, Siltstein sowie Tonstein, welche in flachen Schelfmeeren und in Küstenbereichen abgelagert wurden. Die Lagerung ist weitgehend unverstellt erhalten, die Schichten liegen also mehr oder weniger horizontal. Stellenweise ist die Insel sehr fossilreich (vor allem Ammoniten), mitunter treten dünne Kohleflöze auf, die wirtschaftlich aber uninteressant sind.

## Landschaft
Die Landschaft ist stark von der Geologie beeinflusst und besteht aus weitläufigen Bergplateaus, Tafelbergen und weichen Hängen in 300 bis 600 m Höhe. Das Innere der Insel ist von mehreren Eiskappen bedeckt, die größte davon trägt den Namen Barentsjøkulen und ist 570 km² groß. Mehrere Auslassgletscher dieser Eiskappen erreichen das Meer und haben Kalbungsfronten. Allerdings ist Barentsøya weniger stark vergletschert als Teile Svalbards, die höher gelegen sind und/oder mehr Niederschlag erhalten.

## Flora und Fauna
Trotz der lebensfeindlichen Bedingungen ist die Insel recht artenreich. Es gibt eine Reihe von Steinbrech- und Hahnenfußarten, Scheuchzers Wollgras und andere Pflanzenarten. Auch Pilze gibt es in großen Mengen. Vor allem Dreizehenmöwen brüten auf schmalen Simsen von Felsen, an Säugetieren gibt es den Polarfuchs, den Eisbär und das Spitzbergen-Ren.

## Geschichte
Barentsøya ist nach Willem Barents, dem offiziellen Entdecker Svalbards, benannt. Die Insel wurde deutlich weniger als Jagdgebiet genutzt als die meisten anderen Teile von Svalbard. Nur aus dem Jahr 1894 ist eine Überwinterung von Trappern bekannt.
Zwischen 1959 und 1967 gab es eine Reihe von naturwissenschaftlichen Spitzbergen-Expeditionen unter der Leitung des Würzburger Geographieprofessors Julius Büdel. Teilnehmer waren unter anderem Alfred Wirthmann, Gerhard Furrer, Otfried Weise und Arno Semmel.

## Das Südost-Svalbard-Naturreservat
Barentsøya befindet sich vollständig im Südost-Svalbard-Naturreservat. Es ist dort jeglicher technischer Eingriff (Bau von Gebäuden, Betrieb von Bergwerken usw.), jegliches Hinterlassen von Abfall, sowie jegliche Störung oder Einführung von Tieren und Pflanzen verboten. Zusätzlich darf das Land nicht mit motorisierten Fahrzeugen befahren werden. Der Sysselmann kann außerdem Gebiete für Besucher völlig sperren.